# Campeonato Brasileiro de Basquete Masculino – 3.ª Divisão
O Campeonato Brasileiro de Basquete Masculino - 3.ª Divisão foi a última divisão brasileira de basquete. Era organizada pela Confederação Brasileira de Basketball (CBB).
Com um curto período de existência, foi disputado pela primeira vez em 2014, quando a Supercopa Brasil de Basquete foi realocada como campeonato de terceiro nível na pirâmide do basquete brasileiro. Deixou de ser disputado em 2020, após a extinção da Liga Ouro e o Campeonato Brasileiro de Clubes CBB ser guindado como divisão de acesso ao Novo Basquete Brasil (Campeonato Brasileiro da 1.ª Divisão).

## História
O Campeonato Brasileiro de Basquete 3.ª Divisão surge em 2014, quando a LNB criou a Liga Ouro de Basquete, que passou a ser a divisão de acesso do Novo Basquete Brasil. Com isso, a Supercopa Brasil passou a equivaler à terceira divisão do basquetebol masculino brasileiro, pois dava aos dois melhores colocados vaga na Liga Ouro. O primeiro campeão nesta nova fase do certame foi o CEUB, de Brasília.
Em 2018, a Confederação Brasileira de Basketball aunuciou a criação do Campeonato Brasileiro de Clubes CBB. O torneio substituiu a Supercopa Brasil, que também era organizada pela CBB e teve sua última edição em 2018. Em sua edição inaugural, em 2019, o Brasileiro de Clubes CBB pôde ser considerada uma 3ª divisão, atrás do NBB e da Liga Ouro. O Ponta Grossa foi o primeiro campeão deste campeonato e, com o título da Supercopa 2018 que já possuía, passou a ser o maior campeão da terceira divisão com duas conquistas. Depois da extinção da Liga Ouro, a partir de 2020 o Campeonato Brasileiro de Clubes se tornou a 2ª divisão do basquete nacional. Assim, a terceira divisão do basquete brasileiro deixou de existir.

## Edições
Como Supercopa Brasil de Basquete
Como Campeonato Brasileiro de Clubes CBB

## Títulos

### Por equipe
| Clube              | Títulos         | Vices    |
| ------------------ | --------------- | -------- |
| Ponta Grossa       | 2 (2018 e 2019) | 0        |
| CEUB               | 1 (2014)        | 0        |
| Jacareí            | 1 (2015)        | 0        |
| Santos             | 1 (2016)        | 0        |
| Unifacisa          | 1 (2017)        | 0        |
| APAB/Blumenau      | 0               | 1 (2014) |
| Inter Santos/Fupes | 0               | 1 (2015) |
| Brusque            | 0               | 1 (2016) |
| Cerrado Basquete   | 0               | 1 (2017) |
| Maringá            | 0               | 1 (2018) |
| Cravinhos          | 0               | 1 (2019) |

### Por federação
| Estado           | Títulos | Vices |
| ---------------- | ------- | ----- |
| Paraná           | 2       | 1     |
| São Paulo        | 1       | 2     |
| Distrito Federal | 1       | 1     |
| Amapá            | 1       | 0     |
| Paraíba          | 1       | 0     |
| Santa Catarina   | 0       | 2     |